# Assheton Curzon-Howe
Assheton Gore Curzon-Howe (10 août 1850 - 1er mars 1911) est un officier de marine britannique qui est commandant en chef de la flotte méditerranéenne de 1908 à 1910.

## Jeunesse
Curzon-Howe est le treizième et le plus jeune enfant de Richard Curzon-Howe (1er comte Howe), et Anne (d. 1877), qui est la deuxième épouse de Lord Howe (Assheton est le plus jeune de ses trois enfants),  fille du Vice-Amiral Sir John Gore. Son arrière-grand-père paternel est l'amiral Richard Howe, 1er comte Howe.

## Carrière
En 1894, Curzon-Howe arbore son drapeau en tant que Commodore sur la corvette HMS Cleopatra sur la station Amérique du Nord et Antilles. En janvier 1900, il est promu capitaine et nommé commandant du cuirassé HMS Ocean envoyé le 20 février 1900 pour le service sur la station méditerranéenne. Il est transféré à la Station chinoise en janvier 1901, en réponse à la révolte des Boxers.
Curzon-Howe est nommé aide de camp naval (ADC) de la reine Victoria en juillet 1899 et renommé aide de camp naval de son successeur le roi Édouard VII en février 1901. Il est promu au rang de contre-amiral en juillet 1901, ce qui met fin à ses fonctions d'aide de camp naval.
Le 5 juin 1902, il est nommé commandant en second de l'escadron et hisse temporairement son drapeau à bord du HMS Cambridge, navire d'artillerie à Devonport avant d'être transféré sur le cuirassé HMS Magnificent plus tard le même mois. Peu de temps avant son départ de Londres, il est reçu en audience par le roi Édouard VII. Avec le Magnificent, il participe à la revue de la flotte tenue à Spithead le 16 août 1902 pour le couronnement du roi Édouard VII et visite la mer Égée pour des manœuvres combinées avec la flotte méditerranéenne le mois suivant. Plus tard la même année, il est nommé commandeur de l'Ordre royal de Victoria (CVO) sur la liste des honneurs d'anniversaire de novembre 1902.
Il hisse son drapeau dans le HMS Caesar (Capitaine Sydney Fremantle) en 1906. En 1907, il est commandant en chef de la flotte de l'Atlantique. Curzon-Howe est commandant en chef de la flotte méditerranéenne de 1908 à 1910. Il est promu amiral à la fin de 1909 ou au début de 1910. Il est commandant en chef à Portsmouth du 1er mai 1910 jusqu'à sa mort, à l'âge de 60 ans, le 1er mars 1911. Pendant ce temps, il hisse son drapeau sur le HMS Victory.

## Famille
Le 25 février 1892, à l'âge de 41 ans, Assheton épouse Alice Anne Cowell, fille du général Rt. Hon. Sir John Cowell. Ils ont cinq enfants :
- Le capitaine Leicester Charles Assheton St. John Curzon-Howe (8 juillet 1894 - 21 février 1941), le père d'Anne Rita Curzon-Howe, qui épouse Christopher Roper-Curzon (19e baron Teynham) [12]
- Victoria Alexandrina Alice Curzon-Howe (1er septembre 1896 - 3 février 1910)
- Assheton Penn Curzon-Howe-Herrick (21 août 1898 - 23 février 1959)
- Joyce Mary Curzon-Howe (16 juillet 1906 – 24 septembre 1997)
- Elizabeth Anne Curzon-Howe (15 novembre 1909-? )

Sa femme Alice est décédée le 5 novembre 1948.
La sœur aînée d'Assheton, Lady Maria Anna Curzon (1848-1929), est l'arrière-arrière-grand-mère de Diana, princesse de Galles.